# Иванцова, Нина Михайловна
Нина Михайловна Иванцова (1923—1982) — подпольщица и участница Великой Отечественной войны, участница антифашистской организации «Молодая Гвардия», возлюбленная её лидера Олега Кошевого. 
Двоюродная сестра — Ольга, также участница подполья.

## Биография

### До войны
Нина Иванцова родилась 19 ноября 1923 года в Краснодоне. Отец — Иванцов Михаил Ефимович — старый горный рабочий, член ВКП(б). Мать — домохозяйка. Старший брат Дмитрий (род. 1921) — погиб на Тульском фронте в ноябре 1941 года; младший брат Ким (21.04.1926-27.12.2016) — воевал на фронте в частях Красной Армии, затем 36 лет проработал на паровозостроительном заводе. В 2004 выпустил книгу «Боль и гордость моя – «Молодая гвардия». 
В 1939 году, учась в школе № 4 имени имени К. Ворошилова, вступила в комсомол. Перед войной закончила 10 классов. С 1941 года начала свою трудовую деятельность — работала секретарем-статистом Краснодонского районного отдела народного образования.

### Во время войны
В ноябре 1942 года Нина вступила в ряды «Молодой гвардии». Была разведчицей и связной: передавала указания руководителя подполья командирам боевых пятерок, доставляла донесения боевых групп, осуществляла связь с Митякинским партизанским отрядом, распространяла листовки, проводила разъяснительную работу среди населения. Когда начались аресты молодогвардейцев, Нина вместе с сестрой ушла из Краснодона, но линию фронта перейти не удалось и они с Ольгой вернулись обратно. Вторая попытка перейти линию фронта была успешной: 17 января 1943 года сестры Иванцовы были на освобожденной территории. В феврале Нина вернулась вместе с частями Красной Армии в родной город и добровольно ушла на фронт. Была комсоргом, связистом, принимала участие в боях на Миус-фронте, в освобождении Крыма и Прибалтики. В 1944 году стала членом ВКП(б)/КПСС. Демобилизовалась Нина Иванцова из рядов Советской Армии в сентябре 1945 года в звании гвардии лейтенанта.

### После войны
В 1948 году Нина Михайловна закончила Донецкую партийную школу, а в 1953 году — Ворошиловградский пединститут.
Работала в аппарате Ворошиловградского обкома КП Украинской ССР. С 1964 по 1973 сотрудник Ворошиловградского машиностроительного института, заведующая кабинетом кафедры политэкономии.
В конце жизни находилась на пенсии. Скончалась 1 января 1982 года от опухоли головного мозга. Похоронена в городе Луганске.
После смерти ее бездетного брата Кима Иванцова могила затерялась. В 2017 году группа комсомольцев ЛНР во главе с секретарём горкома комсомола Станиславом Рожновым по итогам розыскных работ нашла захоронение на заброшенном кладбище в районе Луганского автовокзала и реставрировала его.

## Награды
Награждена орденом Красной Звезды и орденом Отечественной войны 1-й степени, медалями «Партизану Отечественной войны» 1-й степени, «За победу над Германией в Великой Отечественной войне 1941—1945» и другими.